# Combinata nordica al XII Festival olimpico invernale della gioventù europea
Le gare di combinata nordica al XII Festival olimpico invernale della gioventù europea si sono svolte dal 26 al 30 gennaio 2015 sul trampolino di Tschagguns e sulla pista di Gaschurn, entrambe in Austria.
Il programma ha previsto lo svolgimento di tre gare, tutte e tre maschili.

## Podi
| Evento                               | Oro                                                             | Tempo   | Argento                                                                   | Tempo   | Bronzo                                                             | Tempo   |
| HS108 / 5 km individuale (dettagli)  | Willi Hengelhaupt                                               | 13'40"9 | Samuel Mráz                                                               | 14'17"3 | Theo Rochat                                                        | 14'25"4 |
| HS108 / 10 km individuale (dettagli) | Willi Hengelhaupt                                               | 27'13"4 | Severi Taipale                                                            | 27'30"4 | Samuel Mráz                                                        | 27'34"5 |
| HS108 / 4x5 km squadre (dettagli)    | Austria Daniel Reider Philipp Kuttin Samuel Mráz Mika Vermeulen | 56'37"3 | Germania Constantin Schnurr Benedikt Schwaiger Tim Kopp Willi Hengelhaupt | 56'40"6 | Francia Yann Laheurte Brice Ottonello Lilian Vaxelaire Theo Rochat | 57'50"7 |

### Medagliere
| Pos.   | Paese     | Oro | Argento | Bronzo | Totale |
| ------ | --------- | --- | ------- | ------ | ------ |
| 1      | Germania  | 2   | 1       | 0      | 3      |
| 2      | Austria   | 1   | 1       | 1      | 3      |
| 3      | Finlandia | 0   | 1       | 0      | 1      |
| 4      | Francia   | 0   | 0       | 2      | 2      |
| Totale | Totale    | 3   | 3       | 3      | 9      |